# دواين رايت
دواين رايت (بالإنجليزية: Dwayne Wright)‏ (25 يناير 1989 بجزر كايمان في المملكة المتحدة - ) هو لاعب كرة قدم بريطاني في مركز الهجوم. شارك مع منتخب جزر كايمان لكرة القدم. أما مع النوادي، فقد لعب مع Roma United SC ‏ وElite SC ‏.

## وصلات خارجية
- دواين رايت على موقع الاتحاد الدولي (مؤرشف)  (الإنجليزية)
- دواين رايت على موقع قاعدة بيانات كرة القدم.إي يو (الإنجليزية)
- دواين رايت على موقع ناشيونال فوتبول تيمز (الإنجليزية)
- دواين رايت على موقع Soccerway.com (الإنجليزية)